# Хабур
Хабу́р (Эль-Хабур; тур. Habur Çayı, араб. خابور‎) — река в Турции и Сирии, левый приток Евфрата. Длина составляет 486 км. Бассейн охватывает территорию в 37 081 км². Средний расход воды в устье около 70 м³/с.
Река берёт своё начало на юго-востоке Турции, в горах Караджадаг, протекает по плато Джезире. Впадает в Евфрат слева в восточной Сирии. Количество воды в реке сильно меняется в зависимости от сезона. Зимне-весенние паводки. Воды реки используется для орошения. На берегу находится город Эль-Хасака.